# Aiguille de Saussure
L'aiguille de Saussure est une montagne du massif du Mont-Blanc, dans le département français de la Haute-Savoie.

## Toponymie
Son nom est un hommage à l'alpiniste genevois Horace Bénédict de Saussure.

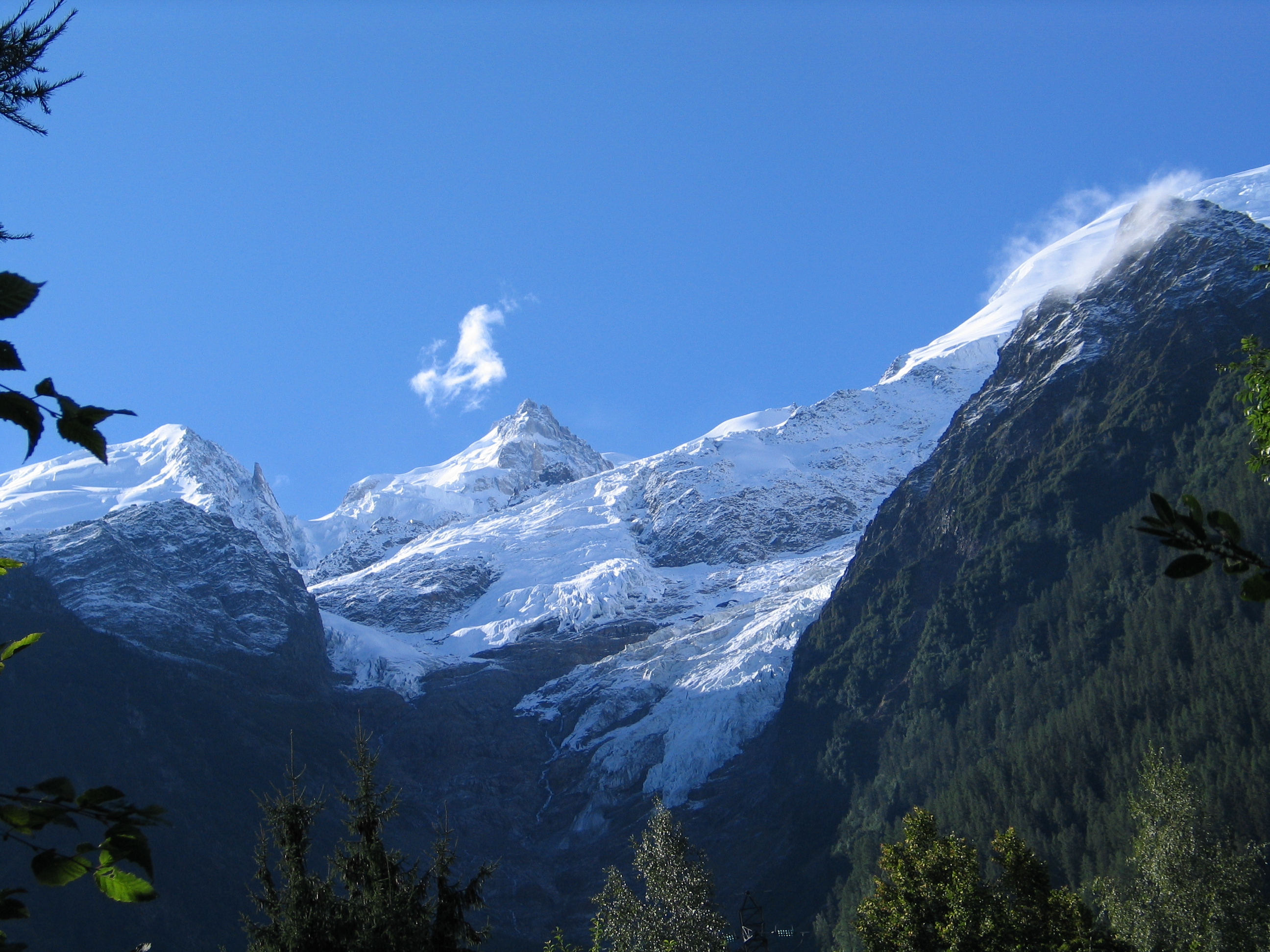
Vue depuis la vallée de Chamonix des glaciers de Taconnaz et des Bossons dominés par le mont Maudit (au centre) et le mont Blanc du Tacul (à gauche) avec l'aiguille de Saussure à droite sous le sommet.

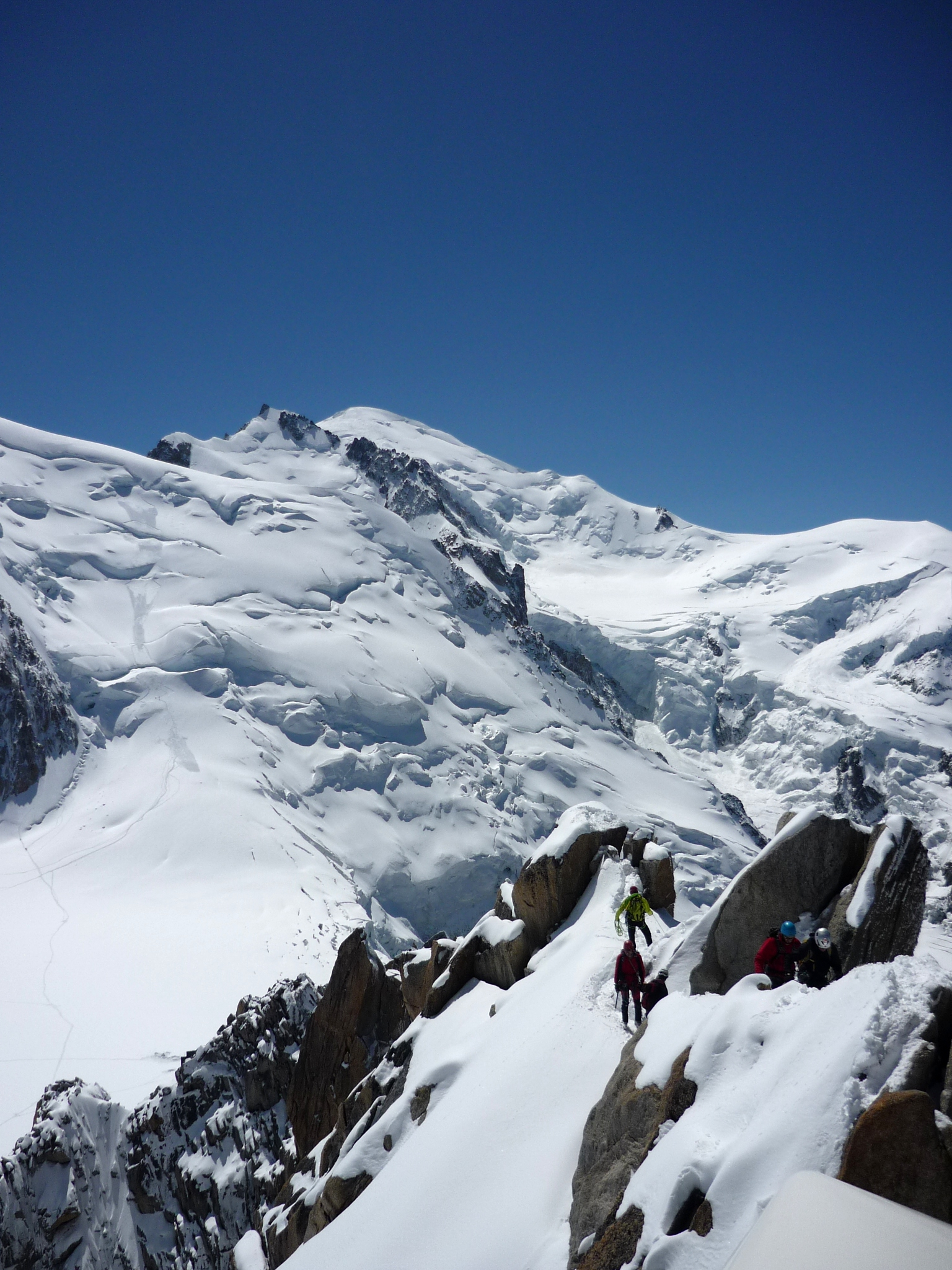
Vue du mont Blanc depuis l'aiguille du Midi avec l'aiguille de Saussure au centre de l'image.

## Géographie
L'aiguille de Saussure se situe sur l'arête nord-ouest du mont Blanc du Tacul.

## Première ascension
- 1904 par Émile Fontaine, Jean Ravanel et Léon Tournier[3].